# بيت عطا (الحديدة)

تعديل مصدري - تعديل

بيت عطا هي إحدى قرى مديرية الزيدية، التابعة لمحافظة الحديدة اليمنية، بلغ تعداد سكانها 2972 نسمة حسب الإحصاء الذي أجري عام 2004.